# Trentiner Glasschnecke
Die Trentiner Glasschnecke (Vitrinobrachium tridentinum) ist eine „Halbnacktschnecke“ aus der Familie der Glasschnecken (Vitrinidae), die zu den Landlungenschnecken (Stylommatophora) gerechnet wird. Die Tiere können sich nicht mehr ganz in das kleine Gehäuse zurückziehen.

## Merkmale
Das rechtsgewundene Gehäuse ist sehr flach kegelig mit einer sehr schief stehenden Mündung, sodass das Gehäuse im Gesamthabitus auch als ohrförmig beschrieben werden kann. Es wird 5,5 bis 6 mm breit und 2,7 mm hoch. Es hat 2 bis 2,15 Windungen, wobei die ersten Windungen sehr eng gewickelt sind und die letzte Windung sehr rasch anwächst. Die Endwindung nimmt an der Mündung etwa 60 % des Gesamtdurchmessers ein. Die Windungen sind auf der Oberseite sehr schwach gewölbt, die Naht ist sehr flach. Die Mündung misst in der Breite 4,3 mm, in der Höhe 3,1 mm. Der Mündungsrand ist gerade und zugeschärft. Ein Hautsaum am unteren Mündungs- und Spindelrand ist nicht vorhanden. Ein Nabel ist ebenfalls nicht vorhanden.
Die Schale ist dünn und zerbrechlich. Sie ist hellbräunlich gefärbt und durchscheinend. Die Oberfläche ist bis auf schwache Anwachsstreifen glatt und glänzend. Das Embryonalgehäuse weist dicht stehende, in spiraligen Linien angeordnete, kleine Grübchen auf.
Der Weichkörper ist hellgrau, der Nacken kann mehr oder weniger intensiv bräunlich-rot gefärbt sein. Der dunkelgraue Mantel bedeckt fast den gesamten Vorderkörper, und reicht auch auf den Seiten fast bis zur Sohle hinunter. Das Tier ist gestreckt bis etwa 16 mm lang. Im zwittrigen Geschlechtsapparat ist der Samenleiter (Vas deferens) recht kurz. Er dringt subapikal in den Penis ein. Ebenfalls subapikal setzt der Penisretraktormuskel an. Der Penis ist in einen Amboss-ähnlichen distalen Teil (mit der Inserierung von Samenleiter und Penisretraktor) und einen längeren proximalen Teil strukturiert. Am proximalen Penisteil, nahe der Einschnürung zum distalen Teil setzt die Spermathek an. Diese besitzt einen kurzen, dicken Stiel und eine kleine, rundliche Blase. Der Penis mündet zusammen mit dem freien Eileiter und dem Sarcobelum in das lange Atrium. Im weiblichen Teil ist der freie Einleiter (Ovidukt) mäßig lang, eine Vagina fehlt. Gegenüber der Einmündung des Penis in das Atrium setzt eine blindsackartige Erweiterung an, der Begattungsarm oder Sarcobelum. der Begattungsarm wird bei der Kopulation ausgestülpt und ist recht beweglich. Das Sarcobelum enthält eine konische Struktur, die oben in einem kugelige Drüsenkopf endet, zum Atrium mit einer Papille abgeschlossen wird, die zum Atrium hin als Saugnapf ausgebildet ist.

## Ähnliche Arten
Die Tridentiner Glasschnecke unterscheidet sich im Gehäuse nur wenig von der Kurzen Glasschnecke (Vitrinobrachium breve). Die inneren Windungen sind bei der Tridentiner Glasschnecke etwas dichter gewickelt, die Endwindung nimmt rascher zu und ist etwas breiter. Es sind etwas mehr Windungen vorhanden und der Gehäuseapex ist flacher. Der Hauptunterschied besteht aber im Genitalapparat; die Spermathek sitzt am distalen Teil des Penis an, nicht am Atrium, wie bei der Kurzen Glasschnecke.

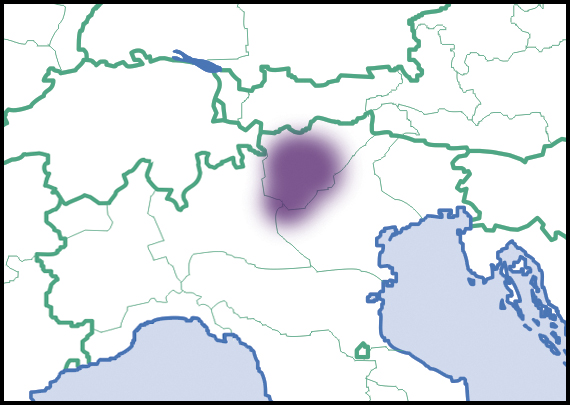
Verbreitung der Art (nach Welter-Schultes, 2012)

## Geographische Verbreitung und Lebensraum
Das Verbreitungsgebiet beschränkt sich auch ein kleines Gebiet in den italienischen Südalpen (Provinzen Bozen, Brescia, Trient und Vicenza) zwischen 200 und 1500 m über Meereshöhe (in Kerney et al., 1983 irrtümlich nur in der Schweiz). Vermutlich bezieht sich die Angabe der IUCN (südliche Schweiz) ebenfalls auf diese irrtümliche Angabe. Nardi (2015) gibt nur Lokalitäten in den italienischen Südalpen an.
Die Tiere leben in feuchten montanen Laubwäldern unter der Laubstreu oder unter Steinen.

## Taxonomie
Das Taxon wurde 1956 von Lothar Forcart vorgeschlagen. Es ist allgemein akzeptiert.

## Gefährdung
Nach den Angaben der IUCN liegen nicht genügend Daten vor (data deficient), um die Gefährdungssituation der Art einschätzen zu können.